# جريدة الرابطة الوطنية السورية
جريدة الرابطة الوطنية السورية كانت صحيفة باللغة العربية صدرت في بوينس آيرس من عام 1929 إلى عام 1934. صدرت هذه الصحيفة عن خليل سعادة، والد السياسي والكاتب اللبناني أنطون سعادة.